# Caproni Ca.16
Il Caproni Ca.16 fu il sedicesimo modello di aeroplano progettato e costruito dal pioniere dell'aviazione trentino Gianni Caproni. Si trattava di un monoplano monomotore caratterizzato da una configurazione moderna, con elica traente e impennaggi in coda. Simile al Caproni Ca.14 e al Caproni Ca.15, da cui era derivato, era anch'esso un biposto.
L'aereo diede prova di ottime prestazioni. Nel 1913, ai comandi del pilota russo Chariton Nikanorovič Slavorossov, esso batté il record mondiale su circuito chiuso di 5 km con passeggero, percorrendo 200 km in 1 h 56' 30'' e 250 km in 2 h 24' 30''. Nello stesso anno, sempre con Slavorossov ai comandi, l'aereo effettuò inoltre un raid Milano-Roma; l'impresa, promossa dalla Gazzetta dello Sport, ebbe notevole risonanza mediatica.

## Storia del progetto e tecnica
Il Caproni Ca.16 era un monoplano monomotore biposto dalla configurazione moderna, con elica traente e impennaggi in coda. Esso derivava dal Ca.15, a sua volta basato sulla struttura – inizialmente derivata da quella del Blériot XI – che Gianni Caproni aveva introdotto per la prima volta a bordo dei suoi aeroplani a partire dal Ca.8, dopo gli esperimenti svolti con la serie dei biplani da Ca.1 a Ca.6 (il Ca.7 venne progettato, ma non realizzato).

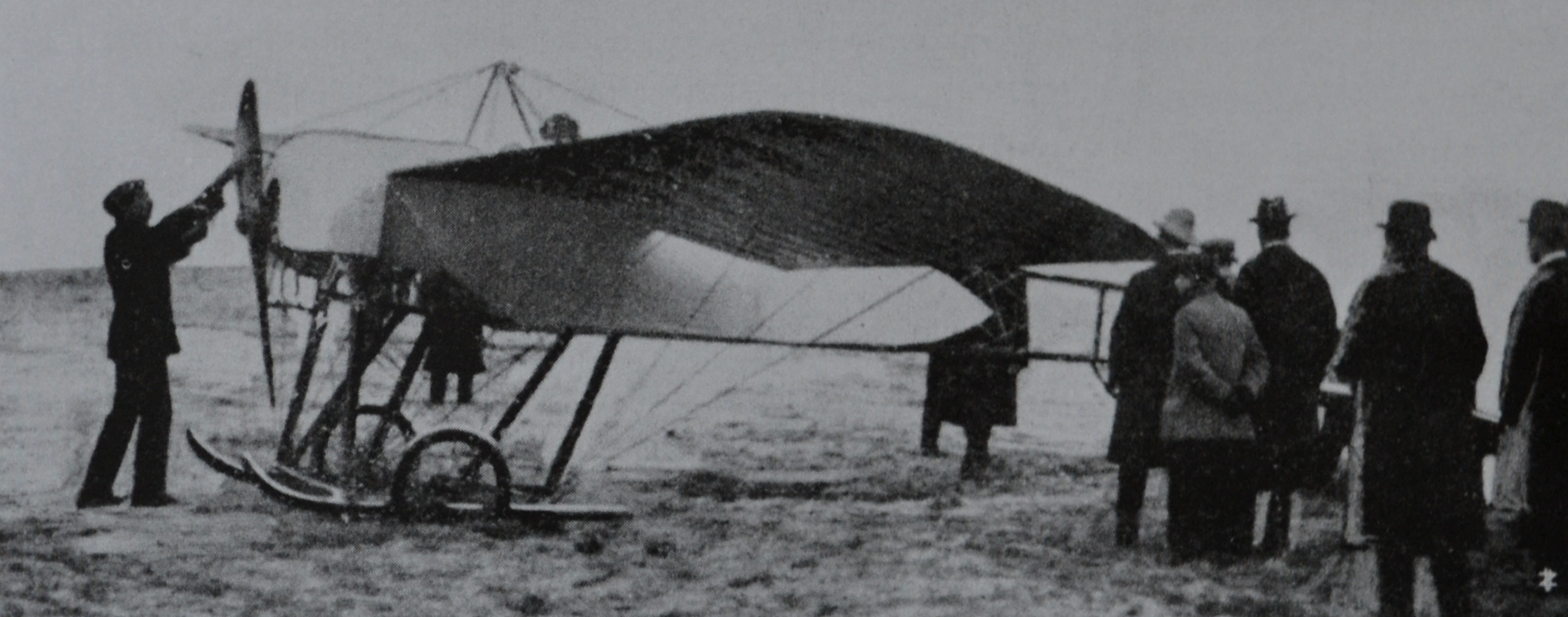
Il Caproni Ca.16 di Slavorossov a Taliedo, presso Milano, in procinto di partire per il raid Milano-Roma, 26 febbraio 1913.

Il Ca.16 venne realizzato nel 1912. Presentava i due posti separati e distanziati, come sul Ca.14 (mentre sul Ca.15 essi erano molto ravvicinati e accessibili attraverso un'unica apertura nella parte superiore della fusoliera). Sul Ca.16 era possibile, per il primo pilota, inserire o disinserire i comandi del secondo pilota (o passeggero).

## Impiego operativo

### I record in circuito chiuso
La storia operativa del Caproni Ca.16 è in gran parte legata alla figura del pilota russo Chariton Nikanorovič Slavorossov. Costui si era presentato a Vizzola Ticino, dove all'epoca erano ubicate le officine della ditta Caproni e Faccanoni, nel gennaio 1913, per acquistare un'elica per il suo Blériot. Caproni conosceva già le capacità di questo pilota, che aveva visto volare a Vienna nel 1912. Gli offrì dunque un posto da pilota collaudatore, che Slavorossov accettò. Il 24 gennaio, a bordo di un Ca.16, egli batté il record mondiale su circuito chiuso di 5 km con passeggero, percorrendo 200 km in 1 h 56' 30'' e 250 km in 2 h 24' 30''.

### Il raid Milano-Roma
Il 23 febbraio 1913, con l'intenzione (colorata di toni patriottici, o addirittura nazionalistici) di dare un impulso all'industria aeronautica italiana, il vicepresidente della Società Italiana Aviazione Luigi Origoni e il segretario generale del Touring Club Italiano e collaboratore de La Gazzetta dello Sport Arturo Mercanti decisero di mettere in palio un premio per il primo raid da Milano a Roma effettuato con un aereo italiano:
Il regolamento ammetteva che venissero effettuati scali, ma prevedeva che la durata del volo (che doveva rimanere sotto le 11 ore) fosse calcolata dal decollo a Milano all'atterraggio a Roma, senza che da questo valore fossero sottratte le soste per il rifornimento. Gianni Caproni e i suoi collaboratori, che già nell'aprile 1912 avevano ipotizzato, ma poi accantonato, un raid Milano-Roma, ritennero che la disponibilità del nuovo Ca.16 e quella dell'ottimo pilota Slavorossov rendessero accessibile l'impresa. Si scelse di impiegare un Ca.16 denominato Milano II, che doveva essere consegnato a Roma, e per il quale il colonnello Maurizio Mario Moris, in rappresentanza dell'Esercito italiano, autorizzò il trasporto via aria anziché, come previsto, via terra.

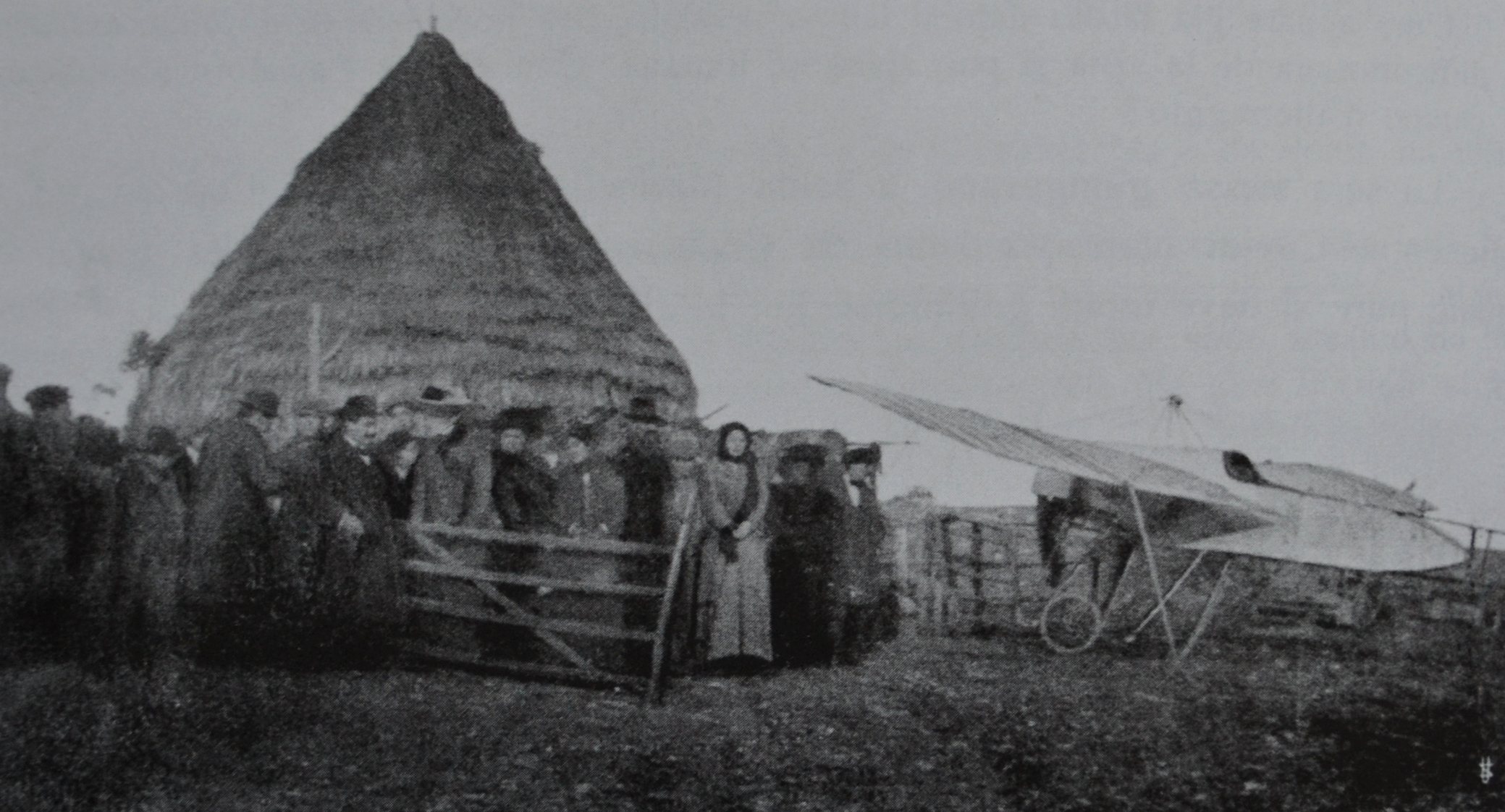
Il Caproni Ca.16 di Slavorossov a Santa Marinella, poco prima dell'arrivo a Roma al termine del raid Milano-Roma, fine febbraio-inizio marzo 1913.

La partenza fu pianificata per la mattina del 26 febbraio, e il 25 Slavorossov trasferì il Milano II da Vizzola Ticino all'aerodromo di Taliedo, presso Milano; le condizioni meteorologiche previste erano buone, almeno per il tratto tra Milano e Pisa; qui avrebbe dovuto essere effettuato l'unico scalo.
Slavorossov decollò dal campo di volo di Taliedo alle 7.10, in direzione di Pavia; doveva raggiungere Genova dopo aver sorvolato Voghera e Novi Ligure, per poi proseguire verso sud costeggiando il litorale tirrenico. Lungo il percorso erano state disposte stazioni di informazione meteorologica, e alcune navi della Marina Militare avevano ricevuto l'ordine di tenersi vicino alla costa per assistere, all'occorrenza, il pilota.
Slavorossov, che seguiva a vista la linea ferroviaria, sorvolò Pavia alle 7.29 e, raggiungendo una quota massima di 1700–1800 m, superò gli Appennini, arrivando su Genova alle 8.27; il primo tratto di volo era stato disturbato da qualche banco di nebbia, mentre lungo la costa il tempo era sereno, benché ventoso; l'aviatore atterrò a Pisa alle 10. A causa della posizione del sole che lo abbagliava, tuttavia, Slavorossov commise un errore e atterrò non nel punto prestabilito, vicino all'ippodromo di San Rossore (dove lo attendeva una cospicua folla), ma su un prato a circa 3 km di distanza, all'interno della tenuta reale di San Rossore. Raggiunto dai rappresentanti della Gazzetta dello Sport e dagli altri che lo aspettavano a terra, Slavorossov ebbe modo di rifocillarsi; un guasto al serbatoio dell'aeroplano dovette essere riparato; nel frattempo, alle 13, il pilota volle fare una telefonata alla famiglia per comunicare il buon esito della prima tappa, ma durante il ritorno in automobile dal luogo dov'era il telefono al prato in cui era rimasto l'aeroplano la vettura ebbe un incidente, in cui l'aviatore riportò una ferita al mento. La partenza per Roma subì dunque un ritardo.

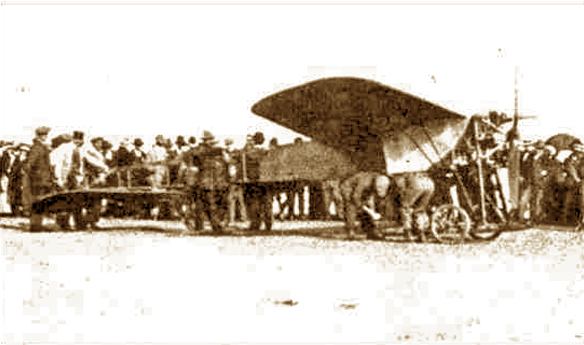
L'arrivo a destinazione del Caproni Ca.16 di Slavorossov al termine del raid Milano-Roma, 3 marzo 1913.

L'aereo decollò nuovamente alle 14.11; il tempo tuttavia, volando verso sud, peggiorò rapidamente, e alle 15 Slavorossov era costretto dalla pioggia e dal vento ad atterrare a Poggio all'Agnello, presso Piombino. Nel toccare terra i cerchioni delle ruote del carrello si deformarono; il tempo rimase cattivo e, non essendo arrivati i meccanici che Slavorossov aveva contattato via telegrafo, dalla stazione di Poggio all'Agnello, per le riparazioni, egli fu costretto a rimandare la partenza, e a passare la notte presso un conte Desideri che lo ospitò nella sua villa. Il mattino dopo Slavorossov fu raggiunto da Gianni Caproni, che il 26 febbraio era a Roma ad attenderlo, e poiché i meccanici ancora non arrivavano i due ripararono da sé il danno, non grave, al carrello, con l'aiuto di alcuni contadini. Il cattivo tempo tuttavia, con bollettini meteorologici negativi che continuarono ad arrivare per tutta la giornata del 27, impedì ancora una volta la partenza. La mattina del 28 febbraio, nonostante a Roma piovesse ancora, Slavorossov e Caproni, avendo visto il tempo migliorare intorno a Poggio all'Agnello, decisero di tentare di completare il raid, e il Ca.16 alle 11 decollò.
Poco dopo le 12, tuttavia, il vento e la pioggia costrinsero Slavorossov ad atterrare a Montalto di Castro, dove dovette attendere fino al pomeriggio inoltrato che il tempo migliorasse abbastanza da consentirgli di ripartire. Decollò nuovamente alle 16.56, e, benché continuasse a piovere, fu il calare del buio che lo spinse a decidere, alle 17.23, di atterrare nuovamente, giunto ormai a Santa Marinella. Qui Slavorossov fu raggiunto, la stessa sera, da Caproni, e l'aereo venne fissato al suolo e coperto alla meglio per proteggerlo dalla pioggia.
Il cattivo tempo, con forti raffiche di vento, impedì il decollo per diversi giorni. Fu solo il 3 marzo che, alle 7.19, Slavorossov poté ripartire; il vento era ancora forte, ma presto Slavorossov giunse in vista di Roma e alle 7.57, dopo aver sorvolato due volte il terreno destinato all'atterraggio, portò a terra l'aereo, accolto dai militari che erano stati incaricati di presidiare il campo di volo.
Nei giorni successivi, benché il raid Milano-Roma non si fosse svolto nelle modalità richieste per l'assegnazione del premio, furono dati due ricevimenti in onore di Slavorossov, a Roma e a Milano, per celebrare la comunque notevole impresa. Vi presenziarono militari, giornalisti, rappresentanti dell'Aero Club d'Italia, del Touring Club e della Società Italiana Aviazione. L'impresa di Slavorossov ricevette una vasta copertura mediatica: ne scrissero, oltre alla Gazzetta dello Sport, Il Secolo, il Corriere della Sera, il Resto del Carlino, La lettura sportiva e La stampa sportiva.